# Bezirksamt Bruchsal

Lage der Bezirksämter in Baden im Jahr 1890

Das Bezirksamt Bruchsal war seit dem 1. Dezember 1802 ein Amt in der Markgrafschaft Baden und ab 1806 im Großherzogtum Baden.

## Geschichte
Bruchsal war seit 1719 an Residenzstadt des Hochstifts Speyer. Das hochstiftisch-speyerische Vizedomamt Bruchsal umfasste außer der Stadt die Orte Büchenau, Büchig, Neibsheim, Neuenbürg und Neuthard. 1803 kam das Amtsgebiet aufgrund des Reichsdeputationshauptschlusses an Baden. Das 6. Organisationsedikt von 1803 verfügte die Einrichtung eines Stadt- und eines wesentlich erweiterten Landamtes, die beide 1806 zu einem nochmals vergrößerten Oberamt zusammengefasst wurden.
Das Amt Odenheim wurde bereits 1807, Gochsheim 1810 und Gondelsheim 1826 aufgelöst, wodurch dem Amt Bruchsal Teile dieser Amtsgebiete inkorporiert wurden. 1864 wurden die Bezirksämter Philippsburg und Bezirksamt Bruchsal vereinigt. Im Rahmen der Badischen Verwaltungsneugliederung wurde 1936 das Bezirksamt Bretten aufgelöst. Der nördliche Teil kam zum Bezirksamt Bruchsal, der südliche Teil zum Bezirksamt Karlsruhe. Wie alle badischen Bezirksämter erhielt das Bezirksamt Bruchsal zum 1. Januar 1939 aufgrund des Gesetzes über die Landkreisselbstverwaltung die Bezeichnung Landkreis Bruchsal. Der Landkreis Bruchsal wurde am 1. Januar 1973 aufgelöst.
Die Zugehörigkeit des Amtes Bruchsal innerhalb der hierarchischen Gliederung der badischen Verwaltung:
- Ab 1803: Badische Pfalzgrafschaft – Landvogtei Michelsberg – Stadtamt Bruchsal/Landamt Bruchsal
- Ab 1806: Provinz des Unterrheins oder der badischen Pfalzgrafschaft (Mannheim) – Landesherrliches Oberamt Bruchsal
- Ab 1809: Pfinz- und Enzkreis (Durlach) – Stadt- und I. Landamt Bruchsal/II. Landamt Bruchsal
- Ab 1819: beide Ämter werden zum Oberamt Bruchsal vereinigt
- Ab 1832: Mittelrheinkreis (Rastatt, ab 1847 Karlsruhe) – Oberamt Bruchsal
- Ab 1864: Landeskommissärbezirk Karlsruhe – Kreis Karlsruhe – Bezirksamt Bruchsal

## Orte des Bezirksamtes
Großherzoglich Badisches Regierungsblatt Nr. XXII vom 30. Juli 1813, S. 136:
Stadt- und erstes Landamt Bruchsal bestehend aus den Orten Bruchsal, Buchenau, Altenburg nun Karlsdorf, Graben, Heidelsheim, Helmsheim, Liedolsheim, Neuthard, Obergrombach, Rußheim, Untergrombach und Münzesheim.
Zweites Landamt Bruchsal bestehend aus den Orten Forst, Hambrücken, Langenbrücken, Mingolsheim, Kislau, Östringen, Stettfeld, Ubstadt, Weiher, Zeutern, Unteröwisheim, Neuenbürg, Oberöwisheim, Odenheim und Tiefenbach.
Die Oberamtmänner bzw. Landräte des Bezirksamts siehe Landkreis Bruchsal.

## Amtsbezeichnungen
- 1803 bis 1807: Stadt- und Landamt
- 1809: Oberamt
- 1809 bis 1819: Stadt- und erstes Landamt sowie zweites Landamt
- 1819 bis 1864: Oberamt
- 1865 bis 1938: Bezirksamt
- 1939 bis 1972: Landratsamt (Landkreis)